# Coupe de Corée 1999
Navigation
Saison précédente
La Coupe de Corée 1999 était la 23e et la dernière édition de la Coupe du Président. La compétition se déroulait entre le 12 et le 19 juin 1999. Sous la forme d'un mini-championnat, la Croatie remporta ce tournoi.

## Résultats
| 12 juin 1999  | Corée du Sud      | 1 – 1 | Mexique      | Stade olympique de Séoul, Séoul         |                                         |
| 19:00 (UTC+9) | Ahn Jung-hwan 16e |       | 14e Terrazas | Spectateurs : 42 840 Arbitrage : Jun Lu | Spectateurs : 42 840 Arbitrage : Jun Lu |

| 13 juin 1999  | Croatie                              | 2 – 2 | Égypte                    | Stade Dongdaemun, Séoul                     |                                             |
| 19:00 (UTC+9) | Cvitanović 45e (pen.) · Vugrinec 77e |       | 9e H. Hassan · 34e Rayyan | Spectateurs : 6 900 Arbitrage : Ahn Bong-ki | Spectateurs : 6 900 Arbitrage : Ahn Bong-ki |

| 15 juin 1999  | Corée du Sud | 0 – 0 | Égypte | Stade olympique de Séoul, Séoul                 |                                                 |
| 19:00 (UTC+9) |              |       |        | Spectateurs : 37 000 Arbitrage : Tajaddin Fares | Spectateurs : 37 000 Arbitrage : Tajaddin Fares |

| 16 juin 1999  | Croatie                | 2 – 1 | Mexique       | Stade Dongdaemun, Séoul                       |                                               |
| 19:00 (UTC+9) | Bišćan 44e · Šimić 63e |       | 25e Hernández | Spectateurs : 4 500 Arbitrage : Kang Byung-ho | Spectateurs : 4 500 Arbitrage : Kang Byung-ho |

| 18 juin 1999  | Mexique       | 2 – 0 | Égypte | Stade Dongdaemun, Séoul                       |                                               |
| 19:00 (UTC+9) | Osorno 2e 88e |       |        | Spectateurs : 6 400 Arbitrage : Park Hae-yong | Spectateurs : 6 400 Arbitrage : Park Hae-yong |

| 19 juin 1999  | Corée du Sud      | 1 – 1 | Croatie   | Stade olympique de Séoul, Séoul                 |                                                 |
| 19:00 (UTC+9) | Noh Jung-yoon 58e |       | 88e Tomas | Spectateurs : 54 000 Arbitrage : Tajaddin Fares | Spectateurs : 54 000 Arbitrage : Tajaddin Fares |

## Tableau
| Équipe       | Pts | J | V | N | D | Bp | Bc | Dif |
| ------------ | --- | - | - | - | - | -- | -- | --- |
| Croatie      | 5   | 3 | 1 | 2 | 0 | 5  | 4  | +1  |
| Mexique      | 4   | 3 | 1 | 1 | 1 | 4  | 3  | +1  |
| Corée du Sud | 3   | 3 | 0 | 3 | 0 | 2  | 2  | 0   |
| Égypte       | 2   | 3 | 0 | 2 | 1 | 2  | 4  | −2  |

## Vainqueur
| Vainqueur Coupe de Corée 1999 Croatie 1er titre |